# 強塩基
強塩基（きょうえんき、strong base）とは、塩基解離定数の大きい塩基を指し、狭義には水溶液中において電離度が1に近く水酸化物イオンを定量的に生成し、塩基解離定数がpKb < 0 (Kb > 1 ) 程度のものをいう。水溶性でかつ水溶液中において強塩基であるものは特に強アルカリ（きょうアルカリ、strong alkali）とも呼ばれる。このようなものはタンパク質を加水分解する性質が強く、皮膚などを強く腐食し、目に入ると失明する恐れもある。
{\displaystyle {\ce {MOH(aq)\ <=>\ {M^{+}(aq)}+OH^{-}(aq)}}}
{\displaystyle {\ce {B(aq)+H_{2}O(l)\ <=>\ {BH^{+}(aq)}+OH^{-}(aq)}}}

## 共役塩基としての強塩基
水溶液中において酸HAがプロトンを放出した共役塩基A−の塩基解離定数は酸解離定数と以下の関係にあり、弱い酸であるほどその共役塩基は強い塩基となる。
{\displaystyle K_{b}={\frac {K_{w}}{K_{a}}}}
例えば非常に弱い酸であるメタノールCH3OH（pKa=16）の共役塩基であるメトキシドイオンCH3O−は強塩基である。
{\displaystyle {\ce {{CH3O^{-}}+H2O\ <=>\ {CH3OH}+OH^{-}}}},  {\displaystyle {\mbox{p}}K_{b}=-2\,}
さらに通常は酸とは見做されない程の著しい弱酸であるアンモニアNH3（pKa=35）、水素H2（pKa=35）、および水酸化物イオンOH−（pKa＞36）の、それぞれの共役塩基であるアミドイオンNH2−（pKb=−21）、水素化物イオンH−（pKb=−21）、および酸化物イオンO2−（pKb＜−22）などはより強力な塩基である。
アルカンなど炭化水素はさらに著しい弱酸であり、メタンCH4ではpKa=58程度と予測されているため、CH3−などアルキルアニオンはより著しい強塩基となる。これは陰イオンの一箇所の非共有電子対に負電荷が集中するためである。ただし、これらの様な著しい強塩基である陰イオンは、水溶液中では激しく加水分解を受け定量的に水酸化物イオンに変化するため、その塩基性を発揮させるには充分に脱水した非水溶媒を用いる必要がある。
{\displaystyle {\ce {{CH3^{-}}+H2O\ <=>\ {CH4}+OH^{-}\ ,}}}

## 非水溶媒中における強塩基
水溶液中における酸塩基平衡の概念は非水溶媒中においても適用され、塩基Bがプロトン性溶媒HS中において以下の平衡が著しく右辺に偏り、溶媒からプロトンを引き抜かれたライエイトイオン/リエイトイオン（lyate, S−）を定量的に生成する場合、塩基Bは溶媒HS中において強塩基であると表現される。
{\displaystyle {\rm {B+HS\ {\overrightarrow {\longleftarrow }}\ BH^{+}+S^{-}}}}
このような酸塩基平衡は溶媒のプロトン解離性および比誘電率などにより決まる。例えば水溶液中では弱塩基であるアンモニアはフッ化水素中では強塩基としてはたらく。水分子さえフッ化水素中ではかなり強い塩基である。また、ライエイトイオンであるフッ化物イオンを含むフッ化ナトリウムもフッ化水素中では強塩基としてはたらく。
{\displaystyle {\ce {{NH3}+HF\ <=>\ {NH4^{+}}+F^{-}}}}
{\displaystyle {\ce {{H2O}+HF\ <=>\ {H3O^{+}}+F^{-}}}}
水溶液中において強塩基は水平化効果により、塩基性強度はライエイトイオンである水酸化物イオンの強度に制約されることになるが、メタノール中ではメトキシドイオンCH3O−を含むナトリウムメトキシドCH3ONa溶液、液体アンモニア中ではアミドイオンNH2−を含むナトリウムアミドNaNH2溶液と、特にプロトン供与性の低い溶媒ではさらに強い塩基性強度を実現することが可能となる。

## 水溶液中における強塩基の種類
水溶液中において最も著しい強塩基は、アルカリ金属およびテトラアルキルアンモニウムの水酸化物である。
- 水酸化リチウム ({\displaystyle {\ce {LiOH}}})
- 水酸化ナトリウム ({\displaystyle {\ce {NaOH}}})
- 水酸化カリウム ({\displaystyle {\ce {KOH}}})
- 水酸化ルビジウム ({\displaystyle {\ce {RbOH}}})
- 水酸化セシウム ({\displaystyle {\ce {CsOH}}})

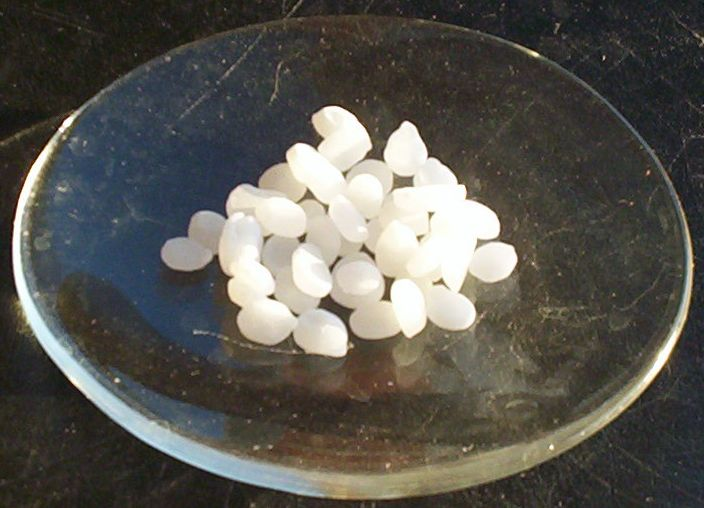
粒状の水酸化ナトリウム

- 水酸化テトラメチルアンモニウム ({\displaystyle {\ce {N(CH3)4OH}}})
- 水酸化テトラエチルアンモニウム ({\displaystyle {\ce {N(C2H5)4OH}}})

これらに次ぐ強塩基としてはアルカリ土類金属などの水酸化物、および分子性のものとしてプロトン化された陽イオンが共鳴安定化されるグアニジンなどがある。
- 水酸化カルシウム ({\displaystyle {\ce {Ca(OH)2}}})
- 水酸化ストロンチウム ({\displaystyle {\ce {Sr(OH)2}}})
- 水酸化バリウム ({\displaystyle {\ce {Ba(OH)2}}})
- 水酸化ユウロピウム(II) ({\displaystyle {\ce {Eu(OH)2}}})
- 水酸化タリウム(I) ({\displaystyle {\ce {TlOH}}})
- グアニジン ({\displaystyle {\ce {HN=C(NH2)2}}})

金属の水酸化物の塩基強度は、金属イオンの電荷が小さく、イオン半径が大きいほど水酸化物イオンとの静電気力が弱くなり、強塩基となり水に対する溶解度および溶解度積も大きくなる。また塩基強度は金属の電気陰性度が小さいほどイオン結合性が強くなり大きくなる。
従って、金属アクアイオンの酸解離定数pKaは電荷をe、イオン半径をrとしてe2/rとほぼ直線関係にあり、金属アクアイオンのpKaが大きく加水分解しにくいものほど、その金属の水酸化物は強塩基であることになる。
{\displaystyle {\ce {{M^{n+}(aq)}+H2O(l)\ <=>\ {H^{+}(aq)}+M(OH)^{(n-1)+}(aq)}}}
{\displaystyle {\ce {{M(OH)^{(n-1)}^{+}(aq)}\ <=>\ {M^{n+}(aq)}+OH^{-}(aq)\ ,}}} {\displaystyle {\mbox{p}}K_{b}=14-{\mbox{p}}K_{a}\,}
また水酸化物および酸化物をアンモニア水に溶解して得られるアンミン錯体の水酸化物なども強塩基である。
- ジアンミン銀(I)水酸化物 ({\displaystyle {\ce {[Ag(NH3)2]OH}}})
- テトラアンミン銅(II)水酸化物 ({\displaystyle {\ce {[Cu(NH3)4](OH)2}}})

さらにアルキルスルホニウムおよびアルキル（アリール）ヨードニウムなどの水酸化物も強塩基である。
- 水酸化トリメチルスルホニウム ({\displaystyle {\ce {S(CH3)3OH}}})
- 水酸化ジフェニルヨードニウム ({\displaystyle {\ce {I(C6H5)2OH}}})

## 超塩基
希薄水溶液中における塩基性は水平化効果により水酸化物イオンの塩基強度に制限されるが、非水溶媒中ではさらにプロトンを引き抜く力の強い強塩基性媒体が実現可能である。このような強塩基性媒体を超塩基（ちょうえんき、superbase）もしくは超強塩基（ちょうきょうえんき）と呼ぶ。ただし現在のところ超塩基の明確な定義はない。一方、酸度関数 H− > 26 のものを超塩基とする提案もあり、これは超酸の定義がほぼH0 > −12 と中性 H 0 = 7 の 1019 倍、酸性が強いことに対応し、1019 倍以上、塩基性が強いものを超塩基と呼ぶというものである。
超塩基の塩基性強度は、媒体中に指示薬として微量添加された弱酸HAのプロトン解離の程度によるハメットの酸度関数H_により表される。ここで {\displaystyle a_{\mathrm {H^{+}} }} は水素イオンの活量、{\displaystyle \gamma _{\mathrm {A^{-}} }} および {\displaystyle \gamma _{\mathrm {HA} }} は指示薬の活量係数を表す。
{\displaystyle H_{-}=-\log _{10}\left(a_{\mathrm {H^{+}} }{\frac {\gamma _{\mathrm {A^{-}} }}{\gamma _{\mathrm {HA} }}}\right)}
この H− の数値が大きいほど媒体の塩基性は強く、この中ではより弱い酸でもプロトン解離を引き起こすことになる。

### 無機固体超塩基
固体の超塩基としては酸化カルシウム CaO などがあり、これは H− > 26.5 であり酸化物イオンO2−が塩基点としてはたらく。また、酸化マグネシウム MgO に金属ナトリウムを添加した固体はさらに強い塩基性を発揮し、H− > 35 にも及ぶ。

### アルコキシド・有機金属類
溶液としてはアルコキシドのアルコール溶液および有機溶媒にアルキルリチウムなどを溶解したものはプロトンを引き抜く作用が強く、有機合成において強塩基として用いられる。グリニャール試薬もアルキルアニオンを発生させるため超塩基の一種と見做される。
また、同じ塩基の溶液であっても陽イオン、陰イオン伴に溶媒和しやすくイオンを安定化させるようなプロトン性溶媒よりも、主に陽イオンのみに溶媒和し塩基である陰イオンに対しては裸の状態を保ち、塩基性を十分発揮させるような非プロトン性溶媒の溶液の方がより強い塩基性となる。例えば 0.01 mol · dm−3 ナトリウムエトキシド C2H5ONa のエタノール溶液は H− = 13.99 であるが、同濃度のナトリウムエトキシドのエタノール (5 mol%) + ジメチルスルホキシド (95 mol%) 混合溶媒の溶液では H− = 20.68 である。

### 有機超塩基
プロトン付加した陽イオンが共鳴安定化され、かつ求核性の低いジアザビシクロウンデセンおよびジアザビシクロノネンなども有機合成において超塩基として有用である。85 % エチレンジアミン水溶液は H− = 19.0 であり、90 % ヒドラジン水溶液は H− = 19、また純エタノールアミンは H− = 15.35 である。有機塩基としてグアニジンよりもさらに強力なリン原子をプロトン受容体としたフォスファゼン塩基はフォスファゼンユニット N3P=N の数が2 – 5 と多くなるほど塩基性は飛躍的に増大し、アセトニトリル中における共役酸 HB+ の pKa はユニットが 1 個のもので 27 程度、5 個のものでは pKa > 50 にも達するものがある。また同じくリン原子をプロトン受容体とする同様に強力な塩基としてフットボール型のプロアザフォスファトラン塩基 P(RNCH2CH2)3N がある。